# Сушкин, Пётр Петрович
Пётр Петро́вич Су́шкин (27 января [8 февраля] 1868, Тула, Тульская губерния, Российская империя — 17 сентября 1928, Кисловодск, Северо-Кавказский край, СССР) — русский и советский учёный-зоолог и палеонтолог, академик АН СССР (1923).

## Биография
Родился 27 января (8 февраля) 1868 года в Туле в семье купца, потомственного почётного тульского гражданина.
Среднее образование получил в Тульской классической гимназии (1877—1885), которую окончил с серебряной медалью.
В 1885 году поступил на естественное отделение физико-математического факультета Московского университета, который закончил в 1890 году, получив диплом 1-й степени и золотую медаль. Был оставлен в университете для подготовки к профессорскому званию; работал лаборантом на кафедре зоологии и сравнительной анатомии (1897—1901). В октябре 1893 года он был утверждён сверхштатным (с июля 1906 — штатным). В это время он осуществлял руководство практикумом по курсу М. А. Мензбира.
В 1891 году он предпринял орнитологическое обследование Уфимской губернии, завершившееся публикацией в 1897 году монографии «Птицы Уфимской губернии», а затем в 1894 и 1898 годах он совершил поездки в степи Казахстана, от низовьев Урала и бассейна Илека до Курганского округа Сибири. Результаты этих поездок были обобщены в 1908 году в виде монографии «Птицы Средней Киргизской степи».
После сдачи в 1893 году магистерских экзаменов П. П. Сушкин занялся изучением развития скелета пустельги, что стало темой его диссертации. В конце 1897 года он защитил диссертацию на соискание магистерской степени «К морфологии скелета птиц. Череп Tinnunculus». Работа была удостоена премии Академии наук имени К. Ф. Кесслера; в феврале 1898 года он был утверждён магистром зоологии.
В 1899—1900 годах был командирован за границу, где работал в музеях и различных зоологических учреждениях Западной Европы (в Германии, Франции, Англии, Италии, Голландии, Бельгии, Австрии и Швейцарии). Готовясь к написанию докторской диссертации, он занимался преимущественно изучением хищных птиц. По возвращении в Россию он был избран профессором Высших женских курсов в Москве и приват-доцентом Московского университета.
В 1902 году им была защищена докторская диссертация по теме «К морфологии скелета птиц: 1. Сравнительная остеология дневных хищных птиц и вопросы классификации. 2. Сокола и их ближайшие родственники» — за неё он был удостоен премии Академии наук имени Ф. Ф. Брандта.
В 1902 году он также совершил вместе с А. Ф. Котсом экспедицию в верховья Енисея и охватил исследованиями Минусинскую степь, Западные Саяны, полупустыни Танну-Тувы (Урянхая). Только в 1914 году им была опубликована крупная монография «Птицы Минусинского края, Западного Саяна и Урянхайской земли». В 1904 году он работал в Приенисейской области, Тарбагатае и Зайсанской котловине.
В 1906 году он посетил зоологическую станцию в Вилла-Франке, где знакомился с морской фауной и методами сбора и фиксации животных.
В 1909 году был избран профессором Харьковского университета, где преподавал до 1919 года. Сушкин читал курс сравнительной анатомии позвоночных для второго курса и организовал большой практикум на втором и третьем курсах университета.
В 1912 и 1914 годах он совершил главные экспедиции в своей жизни — на Алтай. Одновременно были исследованы и ближайшие к Алтаю северо-западные районы Монголии. Результатом его экспедиций стала двухтомная монография, опубликованная уже после его смерти, в 1938 году: «Птицы советского Алтая и прилежащих частей Северо-Западной Монголии». Между исследованиями Алтая, в 1913 году, он совершил поездку в Закавказье.
В 1916 году он стал одним из членов-учредителей Русского палеонтологического общества.
В 1919—1920 годах преподавал в Таврическом университете в Симферополе, совмещая преподавание с работой в естественно-историческом музее Симферополя.
Переехав в Ленинград, с августа 1921 года он работал старшим зоологом, заведующим (вместо умершего В. Л. Бианки) орнитологическим отделом Зоологического музея АН СССР. Одновременно, с конца 1922 года, он работал в Геологическом музее Академии наук, где был хранителем и заведующим Северо-Двинской галереи, приступив к обработке северодвинских палеонтологических коллекций В. П. Амалицкого.
1 сентября 1923 года был избран действительным членом Академии наук СССР по Отделению физико-математических наук (зоология).
В 1924 году стал почётным членом Британского орнитологического союза и был избран председателем Комиссии по изучению озера Байкал. В это время к его обязанностям присоединилась ещё и профессура в Институте имени П. Ф. Лесгафта. В этом же году он ездил в Германию, Англию и Америку для работы по сравнительной морфологии птиц и палеозойских рептилий и амфибий.
С 1925 года был заместителем председателя Монгольской комиссии АН СССР.
В 1926 году находился в командировке в Дании для участия в Международном орнитологическом конгрессе, а также в Швеции и Норвегии, в естественнонаучных музеях которых он изучал палеозойских позвоночных.
В 1927 году он стал участником 10 Международного зоологического конгресса в Будапеште.
В 1927 году был избран академиком-секретарём отделения физико-математических наук АН СССР. Стал одним из организаторов и заместителем председателя Комиссии по изучению четвертичного периода при АН СССР (1927).
В феврале 1928 года в Ленинграде широко отмечалось 60-летие со дня рождения и 40-летие научной работы П. П. Сушкина.
Скоропостижно скончался от пневмонии 17 сентября 1928 года в Кисловодске. Был похоронен в Ленинграде на Смоленском кладбище (участок № 46).

## Вклад в науку
Основные направления научной деятельности посвящены орнитологии, зоогеографии, палеонтологии, сравнительной морфологии.
Анатомические и теоретические работы были сделаны им главным образом на орнитологическом материале.
Его зоогеографические обобщения сыграли важную роль в понимании истории фауны.
Он объяснял ход эволюции наземных позвоночных изменением внешней среды, прежде всего климата в широком смысле слова.
В своих палеонтологических исследованиях он широко использовал палеобиологический метод. Палеонтологические работы посвящены главным образом истории наземных позвоночных и изучению древнейших их представителей (Синапсиды, Стегоцефалы и зверозубые пресмыкающихся). Дицинодонтов большинство учёных считало растительноядными, а П. П. Сушкин выдвинул гипотезу о падалеядности дицинодонтов. В 1927 году описал фрагменты двух крупных черепов темноспондильных амфибий из морского нижнего триаса с горы Большое Богдо.

## Семья
- Первая жена — Анна Ивановна (урожд. Кулакова, 1881—1947), впоследствии жена С. С. Четверикова.
  - Дочь — Анна Петровна (Ася) (1907—1989?), гидробиолог, замужем за Дмитрием Аполлоновичем Виталем[10].
- Вторая жена — Надежда Николаевна (урожд. Попова, 1889—1975), микробиолог и почвовед.